# Parafia Matki Bożej Ostrobramskiej w Jeżycach
Parafia pw. Matki Bożej Ostrobramskiej w Jeżycach – parafia należąca do dekanatu Darłowo, diecezji koszalińsko-kołobrzeskiej, metropolii szczecińsko-kamieńskiej. Została utworzona 15 czerwca 1957 roku. Siedziba parafii mieści się pod numerem 4.

## Miejsca święte

### Kościół parafialny
Kościół pw. Matki Bożej Ostrobramskiej w Jeżycach
Kościół parafialny został zbudowany w 1836 roku w stylu neogotyckim, poświęcony w 1957. 

### Kościoły filialne i kaplice
- Kościół w Przystawach
- Punkt odprawiania Mszy św. w Przystawach